# Wushu (film)
Wushu – hongkoński dramatyczny film akcji z 2008 roku w reżyserii Antoniego Szeto.
Film opowiada o współczesnej historii o dorastaniu ze sztukami walki, Wushu.
Został nakręcony w szkole Wushu w Szantung, gdzie brało udział 3000 uczniów.

## Fabuła
Li Er jest młodym i utalentowanym wojownikiem Sanda (chiński kick-boxing), który zakochuje się w pięknej dziewczynie, trenującej Wushu. By się do niej zbliżyć, Li Er sprzeciwia się trenerowi, który chce zrobić z niego mistrza Sandy i wybiera naukę Wushu. Li Er chce stracić mistrzostwo w Sandzie, by nie być znaczącym przeciwnikiem turnieju Wushu. W tym samym czasie próbuje zwrócić uwagę dziewczyny i pozostać w szkole. Wushu wyłoni prawdziwych utalentowanych mistrzów sztuk walki, w rzeczywistych lokacjach.

## Obsada
Źródło: Filmweb

- Sammo Hung – Li Hui
- Fengchao Liu – Yang Yauwu
- Wenjie Wang – Li Yi
- Xiaofei Wang – Fang Fang
- Yongchen Liu – Xiao Zhang
- Yachao Wang – Li Er
- Junjie Mao – Xiao Yi
- Dong Wei – młody Li Yi
- Zhicheng Liang – młody Yang Yauwu
- Xin Liu – młoda Fang Fang
- Yao Shi – młody Xiao Zhang
- Dezhou Wu – młody Li Er
- Jin Zhang – Guo Nan
- Nan Tie – Ke Le
- Wai Cheung Mak – księgowy